# Richard Prentys
Richard Prentys (fl. 1390) foi um cónego de Windsor de 1403 a 1404 e Decano da Capela Real.

## Carreira
Ele foi nomeado:
- Prebendário de Seaford em Chichester 1398
- Prebendário da sétima tenda em St Stephen's, Westminster 1395 - 1401
- Prebendário da terceira tenda em Santo Estêvão, Westminster 1401-1404
- Mestre de St Katharine's pela Torre 1402 - 1412
- Prebendário de Stratford em Salisbury 1404
- Prebendária de Grantham Australis em Salisbury 1406
- Arquidiácono de West Ham 1400 - 1406
- Decano da Capela Real 1403 - 1414

Ele foi nomeado para a sexta bancada na Capela de São Jorge, Castelo de Windsor em 1403 e ocupou a canonaria até 1404.